# Nagy mocsáricsiga
A nagy mocsáricsiga (Lymnaea stagnalis) a csigák (Gastropoda) osztályának tüdőscsigák (Pulmonata) rendjébe, ezen belül a Lymnaeidae családjába tartozó faj.

## Előfordulása
A nagy mocsáricsiga Európában a legdélibb területeket kivéve mindenhol előfordul az álló- és lassan folydogáló vizekben, állománya délkeleti irányban Kis-Ázsián át India északnyugati területéig terjed, de fellelhető Afrika északnyugati csücskében is.

## Megjelenése
A nagy mocsáricsiga házának hossza 4,5-6 centiméter, ház szélessége 2-3 centiméter. A csiga háza mészből épül, hegyes csúcsban végződik, szarusárga színű és vékony, éppen ezért törékeny. Az utolsó kanyarulat hasasan kiöblösödik. Különböző típusú vizekben eltérő házformákat alakít ki, például a nagyobb tavakban élők háza rövidebb. Az állat teste szürke színű. A csiga tapogatói oldalirányban  lapítottak, nagyjából háromszögletűek, tehát eltérnek sok más faj fonalas szerkezetű érzékszervétől. Szemük a tapogatók tövében helyezkedik el. Az állatnak nincs héjfedője (operculum), amivel elzárja a ház száját.

## Életmódja
A nagy mocsáricsiga magányos, állóvizekben vagy lassú folyóvizekben él, ahol dús a növényzet. Ritkán merészkedik ki a szárazra. Tápláléka szerves üledék és alga, illetve állati tetemek. Néha lárvákat is zsákmányol. A nagy mocsáricsiga 3-4 évig él.

## Szaporodása
A peterakás ideje tavasszal vagy nyáron van, amikor felmelegszik a víz. A csiga hímnős, többnyire két egyed kölcsönösen megtermékenyíti egymást. Az egy alkalommal kibocsátott mintegy 200-300 petét kocsonyás anyag burkolja be, ami védelmet nyújt a ragadozó halakkal szemben. A kocsonyán belül minden egyes petéből kifejlődik a szülők miniatűr mása. Az embrionális fejlődés mintegy két hétig tart.

## Képek

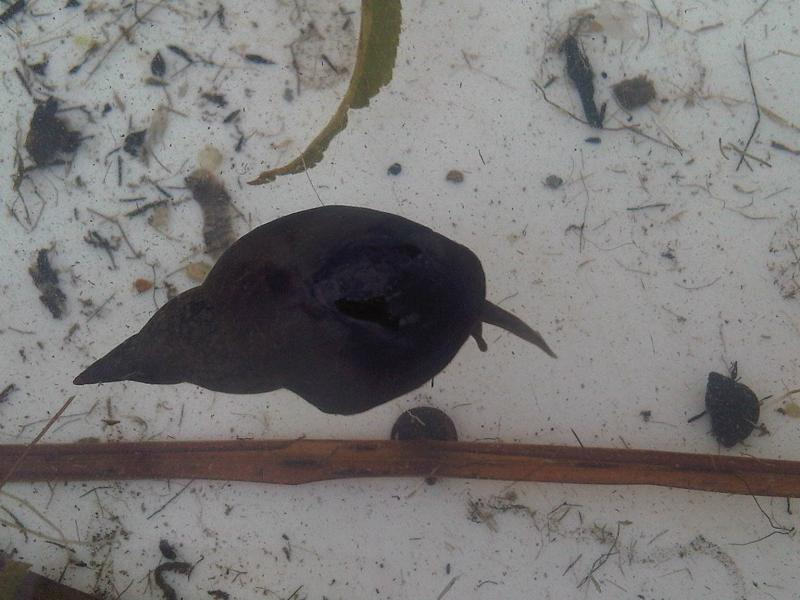
A nagy mocsáricsiga a természetes élőhelyén
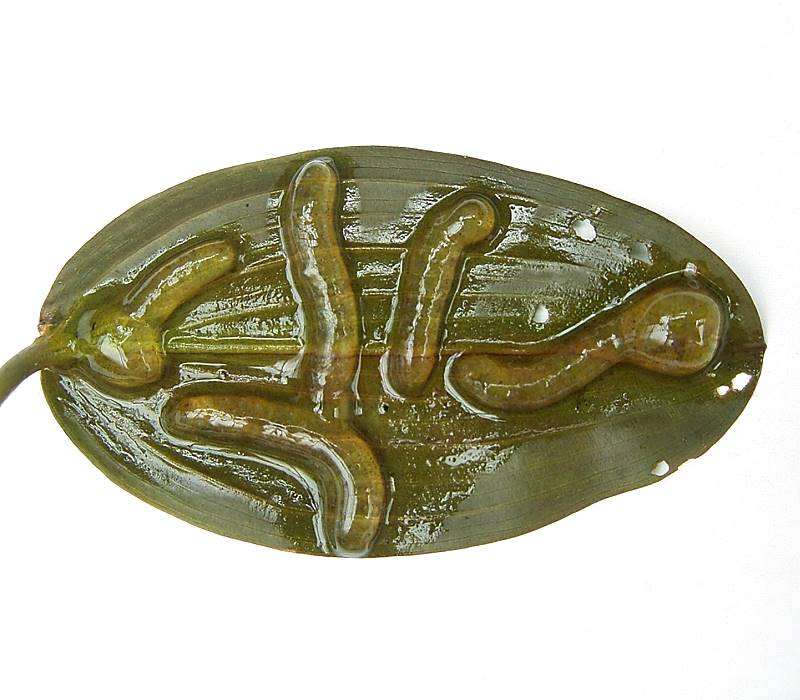
Nagy mocsáricsiga petezsinórjai egy bodros békaszőlő (Potamogeton natans) levelén